# تومومی موریتا
تومومی موریتا (انگلیسی: Tomomi Morita؛ زادهٔ ۲۲ اوت ۱۹۸۴) ورزشکار ورزش شنا اهل ژاپن است.
وی در مسابقات کشوری و بین‌المللی در مجموع برندهٔ ۲ مدال نقره، ۷ مدال برنز شده‌است.